# De Baandert (stadion)
De Baandert was een Nederlands voetbalstadion in de Limburgse stad Sittard. Het stadion werd gebouwd in 1964 en was eerst de thuishaven van betaaldvoetbalclubs Sittardia en later van FSC en Fortuna Sittard. In 2000 werd het afgebroken.
De naam was afkomstig van de wijk waar het sportpark gevestigd was.

## Geschiedenis

### Bouw en beginjaren
De Baandert was de opvolger van het Sittardia-terrein, waar de gelijknamige club sinds de oprichting uit een fusie in 1950 speelde. Na het seizoen 1963-1964, waarin Sittardia promotie naar de eredivisie afdwong, verhuisde men naar het enkele tientallen meters noordelijker gelegen nieuwe stadion, onderdeel van het Gemeentelijk Sportpark De Baandert. De tribunes, opgetrokken uit beton, boden plaats aan ruim 20.000 toeschouwers. In het midden van de hoofdtribune konden 1000 supporters overdekt zitten. Het terrein werd op 23 augustus 1964 ingewijd met een wedstrijd tegen regerend landskampioen DWS, die in 1-1 zou eindigen.
In de zomer van 1968 fuseerde Sittardia met Fortuna '54 uit Geleen tot Fortuna Sittardia Combinatie (FSC). Omdat men er niet over uit kon komen waar de nieuwe club zou moeten spelen ontstond er een situatie waarbij beurtelings in de Baandert en in het Mauritsstadion in Geleen zou worden gespeeld, hetgeen voor veel verwarring zorgde onder de supporters. In het voorjaar van 1970 werd mede daarom besloten dat de Baandert de officiële thuishaven zou worden vanaf het seizoen 1970/71. Andere redenen waren het teruglopende bezoekersaantal in Geleen en het feit dat alleen de gemeente Sittard bereid was financiële steun te verlenen.

### Renovaties
In de loop der jaren werd het stadion meerdere malen verbouwd. In 1973 werd een nieuwe, overdekte staantribune geopend, die plaats bood aan 6.000 toeschouwers. In 1976 kreeg Fortuna een gift van ƒ500.000,- van chemieconcern Koninklijke DSM NV, vanwege het 75-jarige jubileum van het Limburgse bedrijf. Het bedrag werd gebruikt voor de aanschaf van lichtmasten, waardoor er wedstrijden op zaterdag konden worden gespeeld. Deze mogelijkheid werd met beide handen aangepakt, omdat zo concurrentie met nabijgelegen (zondag)clubs werd vermeden. In het decennium dat daarop volgde werden onder meer alle tribunes van overkappingen voorzien.
Aan het begin van de jaren '90 zat de club in een sportieve dip, wat terug was te zien in de toeschouwersaantallen. Voor de laatste wedstrijd van het seizoen 1993/94 tegen BV Veendam kwamen slechts 500 supporters opdagen. Desondanks wist Fortuna erbovenop te komen, en promoveerde het in 1995 naar de eredivisie. Het seizoen daarop werd het dak van de hoofdtribune van de Baandert vervangen en werden er businessloges gebouwd. Het stadion voldeed echter nog steeds niet aan de moderne maatstaven, en aangezien een totale renovatie te duur zou worden koos de club voor een volledig nieuwe thuishaven: het Wagner en Partners Stadion, aan de rand van de stad. De laatste wedstrijd in de oude Baandert, op 23 oktober 1999 tegen Sparta, werd met 3–2 gewonnen, waarna het sportpark werd verlaten. In januari 2000 werd er brand gesticht op de hoofdtribune, en kort daarna werd het hele complex gesloopt. De felbegeerde grond werd aangekocht door projectontwikkelaar Meulen, dat er 140 woningen bouwde. Het oude Leo Hornplein, waaraan het stadion was gevestigd, is omgedoopt tot Leo Hornplantsoen.

### Internationale wedstrijden
Fortuna Sittard heeft altijd een marginale rol in het internationale voetbal gespeeld, evenals voorgangers Sittardia en Fortuna '54. In totaal zijn er vijf internationale wedstrijden in de Baandert gespeeld, waaronder een met 2–0 verloren duel tussen Fortuna en Everton FC, in de Europacup II van 1984/85. Daarnaast is er één interland gespeeld in het Sittardse stadion: op 27 mei 1992 speelde het Nederlands elftal een oefenwedstrijd tegen Oostenrijk, ter voorbereiding op het Europees kampioenschap 1992. Oranje won met 3–2, door doelpunten van Frank Rijkaard, Dennis Bergkamp en Ruud Gullit. Tot dusver is dit de enige interland die Nederland ooit in de provincie Limburg heeft gespeeld.

## Interlands
| #  | Datum       | Wedstrijd              | Uitslag | Competitie        |
| -- | ----------- | ---------------------- | ------- | ----------------- |
| 1. | 27 mei 1992 | Nederland – Oostenrijk | 3 – 2   | Vriendschappelijk |

Bijgewerkt t/m 25 juli 2013
Abe Lenstra Stadion (sc Heerenveen) ·
De Adelaarshorst (Go Ahead Eagles) ·
AFAS Stadion (AZ) ·
BUKO Stadion (Telstar) ·
Erve Asito (Heracles Almelo) ·
Euroborg (FC Groningen) ·
Stadion Feijenoord (Feyenoord) ·
Fortuna Sittard Stadion (Fortuna Sittard) ·
Stadion Galgenwaard (FC Utrecht) ·
De Goffert (N.E.C.) ·
De Grolsch Veste (FC Twente) ·
Johan Cruijff ArenA (Ajax) ·
Het Kasteel (Sparta Rotterdam) ·
Kras Stadion (FC Volendam) ·
MAC³PARK stadion (PEC Zwolle) ·
Philips Stadion (PSV) ·
Rat Verlegh Stadion (NAC Breda) ·
Woudestein (Excelsior Rotterdam)
AFAS Trainingscomplex (Jong AZ) ·
Frans Heesen Stadion (TOP Oss) ·
GelreDome (Vitesse) ·
De Geusselt (MVV Maastricht) ·
GS Staalwerken Stadion (Helmond Sport) ·
De Herdgang (Jong PSV) ·
Jan Louwers Stadion (FC Eindhoven) ·
Seacon Stadion - De Koel - (VVV-Venlo) · 
Koning Willem II Stadion (Willem II) ·
Kooi Stadion (SC Cambuur)  · 
Mandemakers Stadion (RKC Waalwijk) ·
De Oude Meerdijk (FC Emmen) ·
M-Scores Stadion (FC Dordrecht) ·
Parkstad Limburg Stadion (Roda JC Kerkrade) ·
De Toekomst (Jong Ajax) ·
De Vijverberg (De Graafschap) ·
De Vliert (FC Den Bosch) ·
WerkTalent Stadion (ADO Den Haag) · 
Yanmar Stadion (Almere City FC) ·
Sportcomplex Zoudenbalch (Jong FC Utrecht)
AFAS Trainingscomplex (AZ Vrouwen) ·
WerkTalent Stadion (ADO Den Haag Vrouwen) ·
Het Diekman (FC Twente Vrouwen) ·
Heksenwiel (NAC Breda Vrouwen) ·
De Herdgang (PSV Vrouwen) ·
BUKO Stadion (Telstar Vrouwen) ·
Skoatterwâld (sc Heerenveen Vrouwen) ·
De Vegtlust (PEC Zwolle Vrouwen) ·
De Toekomst (Ajax Vrouwen) ·
Woudestein (Excelsior Vrouwen) ·
Varkenoord (Feyenoord Vrouwen) ·
Zoudenbalch (FC Utrecht Vrouwen)
Alkmaarderhout (Alkmaar '54/AZ '67/AZ) ·
Amsterdamsestraatweg (Elinkwijk) ·
De Baandert (Sittardia/FSC/Fortuna Sittard) ·
Beatrixstraat (NAC) ·
De Berckt (SC Venlo'54/VVV) ·
Berg & Bos (AGOVV/AGOVV Apeldoorn) ·
Birkhoven (SC Amersfoort/HVC) ·
De Blauwe Kei (Baronie) ·
Bornsestraat (Heracles/SC Heracles '74) ·
De Boschpoort (MVV) ·
Botenlaan (Brabantia) ·
De Braak (Helmondia '55/Helmond Sport) ·
Brasserskade (DHC) ·
Breestraat (KFC/FC Zaanstreek) ·
Buiksloterbanne (De Volewijckers) ·
Cambuurstadion (SC Cambuur/Leeuwarden) ·
Damlaan (Hermes DVS) ·
Het Diekman (Sportclub Enschede/FC Twente) ·
Duinhorst (Den Haag/Flamingo's '54) ·
Esserberg (Be Quick) ·
Fatimastraat (Baronie) ·
FC Twente-trainingscentrum (FC Twente Vrouwen) ·
Stadion Feijenoord (SVV) ·
Floreslaan (Fortuna Vlaardingen/FC Vlaardingen '74) ·
Fortuna Sittard Stadion (Fortuna Sittard Vrouwen) ·
Frankelandsedijk (SVV) ·
Galgenwaard (DOS/Velox) ·
Gemeentelijk Sportpark Hilversum (SC 't Gooi/SC Gooiland/Hilversum) ·
Gemeentelijk Sportpark Tilburg (Willem II/NOAD) ·
Haarlemstadion (HFC Haarlem) ·
Harga (Hermes DVS/SVV) ·
Heekpark (SC Enschede/Enschedese Boys) ·
Heekstraat (Rigtersbleek) ·
Heerlenersteenweg (Juliana) ·
De Heikant (Achilles '29/Achilles '29 Vrouwen) ·
Het Heuveltje (Oldenzaal) ·
Hoornseveld (ZFC) ·
Houtrust (Holland Sport/SHS) ·
Houtsdonk (Helmond) ·
Industriestraat (NOAD) ·
Irislaan (VC Vlissingen/VCV Zeeland) ·
Jonkerbergstraat (Roda Sport) ·
Kaalheide (Rapid '54/Rapid JC/Roda JC/Roda JC Vrouwen) ·
Het Kasteel (Xerxes) ·
Kikkerpolder (UVS) ·
De Koeburg (Zeist) ·
Koning Willem II Stadion (Willem II Vrouwen) ·
Koningsweg (Velox) ·
De Koel (VVV-Venlo Vrouwen) ·
De Koog (FC Zaanstreek) ·
De Kraal (VVV/FC VVV) ·
Krommedijk (D.F.C./DS '79/SVV/Dordrecht '90) ·
J.H. Kruisstraat (Heerenveen/sc Heerenveen) ·
Laan van Vollering (DHC) ·
De Langeleegte (SC Veendam) ·
Leenderweg (De Valk) ·
Liesbosweg (Utrecht) ·
't Lood (AZ Vrouwen) ·
De Luiten (RBC) ·
Oosterenkstadion (Zwolsche Boys/PEC Zwolle) ·
Oosterpark (GVAV/Oosterparkers/FC Groningen) ·
Mauritsstadion (Fortuna '54/FSC) ·
De Meer (Ajax) ·
Mosveld (De Volewijckers) ·
Nieuw-Monnikenhuize (Vitesse) ·
Noordersportpark (EDO) ·
Olympia (RKC Waalwijk) ·
Olympisch Stadion (Blauw-Wit/Amsterdam/DWS/FC Amsterdam) ·
Olympisch Stadion (bijveld) (Blauw-Wit/DWS/FC Amsterdam) ·
De Planeet (SC Drente/Zwartemeer) ·
RBC-Stadion (RBC) ·
Reeweg (Emma) ·
Rolduckerstraat (Kerkrade/Roda Sport) ·
Rozenoord (DOSKO) ·
Sittardia-terrein (Sittardia) ·
Schoonenberg (Stormvogels/VSV/Telstar Vrouwen) ·
Spaarndammerdijk (DWS) ·
Straatweg (EBOH) ·
Aan de spoorbrug (LONGA) ·
Sportparklaan (RCH) ·
Stadspark (Velocitas) ·
Thomassen-terrein (Rheden) ·
Veemarktterrein (FC Utrecht) ·
Veldwijk (Twentse Profs/Tubantia) ·
Venweg (Limburgia) ·
De Vliert (BVV) ·
Volkspark (Enschedese Boys) ·
De Vrolijkheid (PEC Zwolle/Zwolsche Boys) ·
Wageningse Berg (Wageningen/FC Wageningen) ·
Walvisstraat (ONA) ·
Wassenaarseweg (UVS) ·
Westzanerdijk (ZFC) ·
De Wolfsdonken (Wilhelmina) ·
Xerxesweg (Xerxes) ·
Zuidendijk (EBOH) ·
Zuiderpark (ADO Den Haag)